# Passiflora serratifolia
Passiflora serratifolia is een passiebloem die van nature voorkomt van Tamaulipas in Mexico tot in het midden van Costa Rica. Het is een van de 24 passiebloemen die door Carl Linnaeus werd vermeld in zijn Species plantarum uit 1753.
De klimplant heeft tot 4 m lange, buisvormige stengels. In de bladoksels ontspringen de ranken die daar worden geflankeerd door steunblaadjes. De bladstelen zijn tot 12,5 cm lang. De afwisselend geplaatste bladeren zijn ongelobd, ovaal tot langwerpig-ovaal, fijn gezaagd (serratifolia = gezaagd blad) en 5–18,5 × 2-9,5 cm groot. De bloemstelen staan solitair in de bladoksels en zijn tot 11,5 cm lang.
De bloemen zijn 5–7 cm breed, geurig en paars, paarsviolet en wit van kleur. De kelkbladeren zijn groen aan de buitenkant, wit met soms een paarse tint aan de binnenkant en tot 3,6 × 1 cm groot. De kroonbladeren zijn paars en tot 3,6 × 0,8 cm groot. De corona bestaat uit vier tot acht rijen, die diep paars zijn en enkele witte banden hebben aan de basis, daarboven paars of paarsachtig violet zijn en een wit uiteinde hebben. De buitenste twee rijen zijn 2-4,5 cm lang en gegolfd in de buitenste helft. De rijen daarbinnen zijn tot 0,5 cm lang en knolvormig. De binnenste rij is 0,5–1 cm lang. In het midden van de corona steekt de androgynofoor uit.
De vruchten zijn bolvormig tot ovaal, 5-9 × 3,5-5,5 cm groot, citroengeel bij rijpheid en bevatten eetbare pulp.
Deze plant heeft kruisbestuiving nodig om vruchten te vormen. De kruisbestuiving kan plaatsvinden met stuifmeel van een andere kloon van dezelfde soort of van andere soort. De meeste soorten zijn echter niet geschikt om Passiflora serratifolia te bestuiven. Er zijn geen hybrides geregistreerd van deze soort.
Deze plant is vooral geschikt voor de warme kas of serre. Hij kan ook in de huiskamer overleven, maar daar zal hij niet goed bloeien. De plant kan vermeerderd worden door zaaien of stekken.

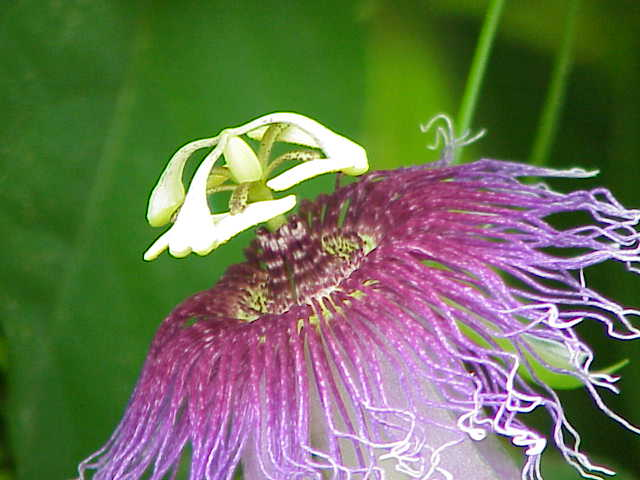

... · 
P. alata · 
P. aurantia · 
P. biflora · 
P. caerulea (Blauwe passiebloem) · 
P. citrina · 
P. coccinea · 
P. coriacea · 
P. edmundoi · 
P. edulis · 
P. edulis forma edulis · 
P. edulis forma flavicarpa · 
P. foetida · 
P. gibertii · 
P. herbertiana · 
P. incarnata · 
P. jorullensis · 
P. kermesina · 
P. laurifolia · 
P. ligularis · 
P. lindeniana · 
P. loefgrenii · 
P. lutea · 
P. morifolia · 
P. murucuja · 
P. organensis · 
P. picturata · 
P. punctata · 
P. quadrangularis · 
P. racemosa · 
P. rubra · 
P. serratifolia · 
P. suberosa · 
P. subpeltata · 
P. tarminiana · 
P. tulae · 
P. vitifolia · 
P. xishuangbannaensis · 
P. yucatanensis · 
...